# Bengt von Hofsten (1928–1992)
Bengt Adolf von Hofsten, född 29 februari 1928 i Uppsala, död där 25 juli 1992, var en svensk mikrobiolog. Han var son till professor Nils von Hofsten och sedan 1949 gift med docent Angelica von Hofsten.
Efter studentexamen 1946 blev von Hofsten filosofie licentiat i botanik 1953, i kemi 1956, filosofie doktor 1962 och docent 1963. Han var förste assistent och biträdande lärare på biokemiska institutionen vid Uppsala universitet 1956–1960, blev extra universitetslektor i mikrobiologi vid Uppsala universitet 1961 och professor vid Statens livsmedelsverks undersökningsavdelnings livsmedelslaboratorium 1976. Han bedrev studier och forskning vid olika laboratorier i USA under tio månader 1956–1958. von Hofsten är begravd på Uppsala gamla kyrkogård.